# Hæggströms boktryckeri och bokförlags AB
Hæggströms boktryckeri och bokförlags AB var ett boktryckeri och bokförlag, grundat 1813 i Stockholm.
Verksamheten grundades av Zacharias Hæggström och Anders Magnus Strinnholm, men leddes från 1815 av Hæggström ensam. Tryckeriet övertogs 1863 av sonen Ivar Hæggström (1838-1918) och 1869 även bokförlaget. 1900 ombildades Hæggströms till aktiebolag. 1909 lät Ivar Hæggström  uppföra en ny förlags- och tryckeribyggnad vid Gamla Brogatan 26, hörnet Målargatan på Norrmalm i Stockholm. För arkitektuppdraget anlitade han det då välrenommerade kontor Ullrich & Hallquisth. Byggnaden står fortfarande kvar. Sedan sonen Carl Zacharias Hæggström tagit över verksamheten såldes bolaget till Almqvist & Wiksell.

## Bilder, Gamla Brogatan 26

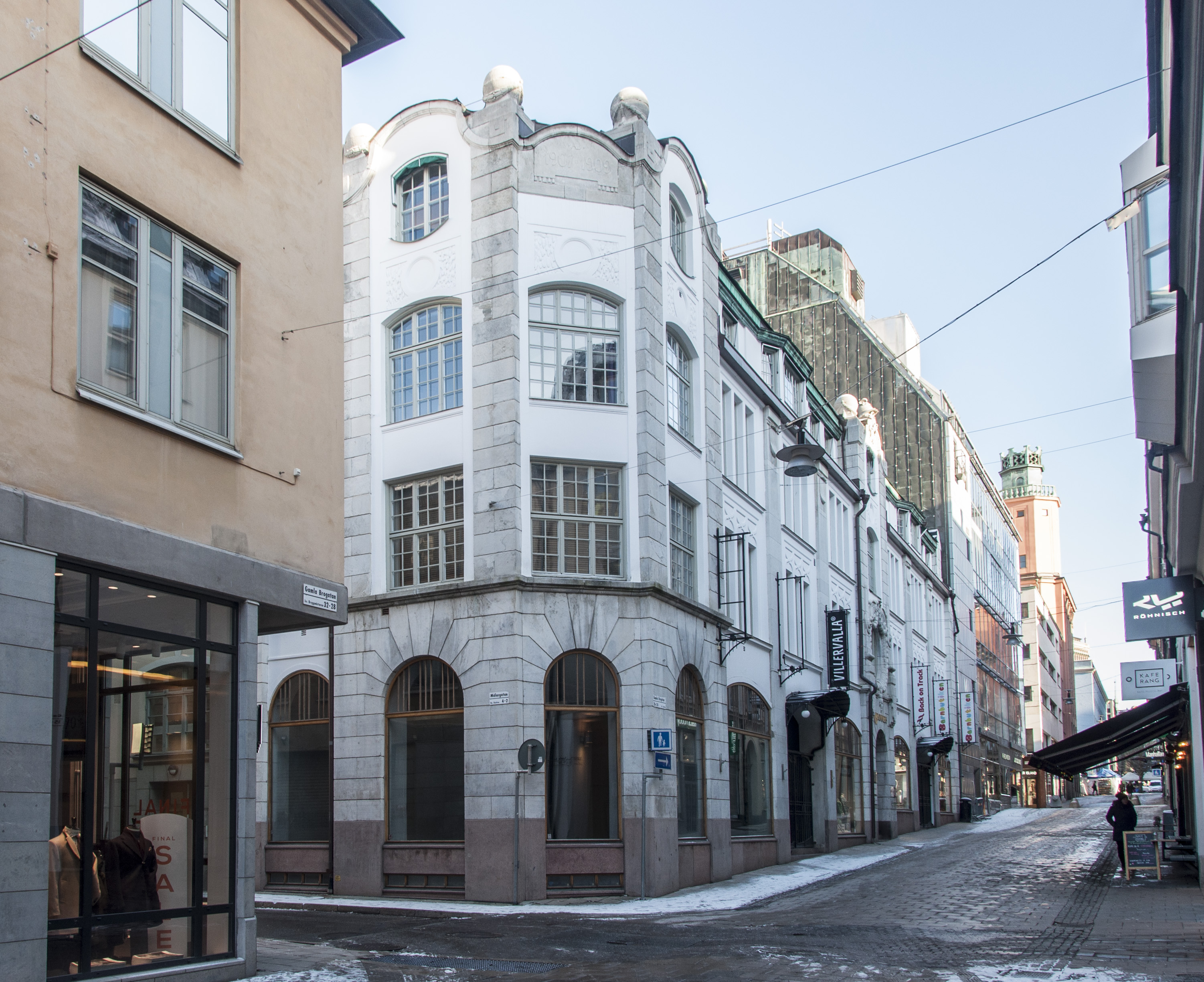
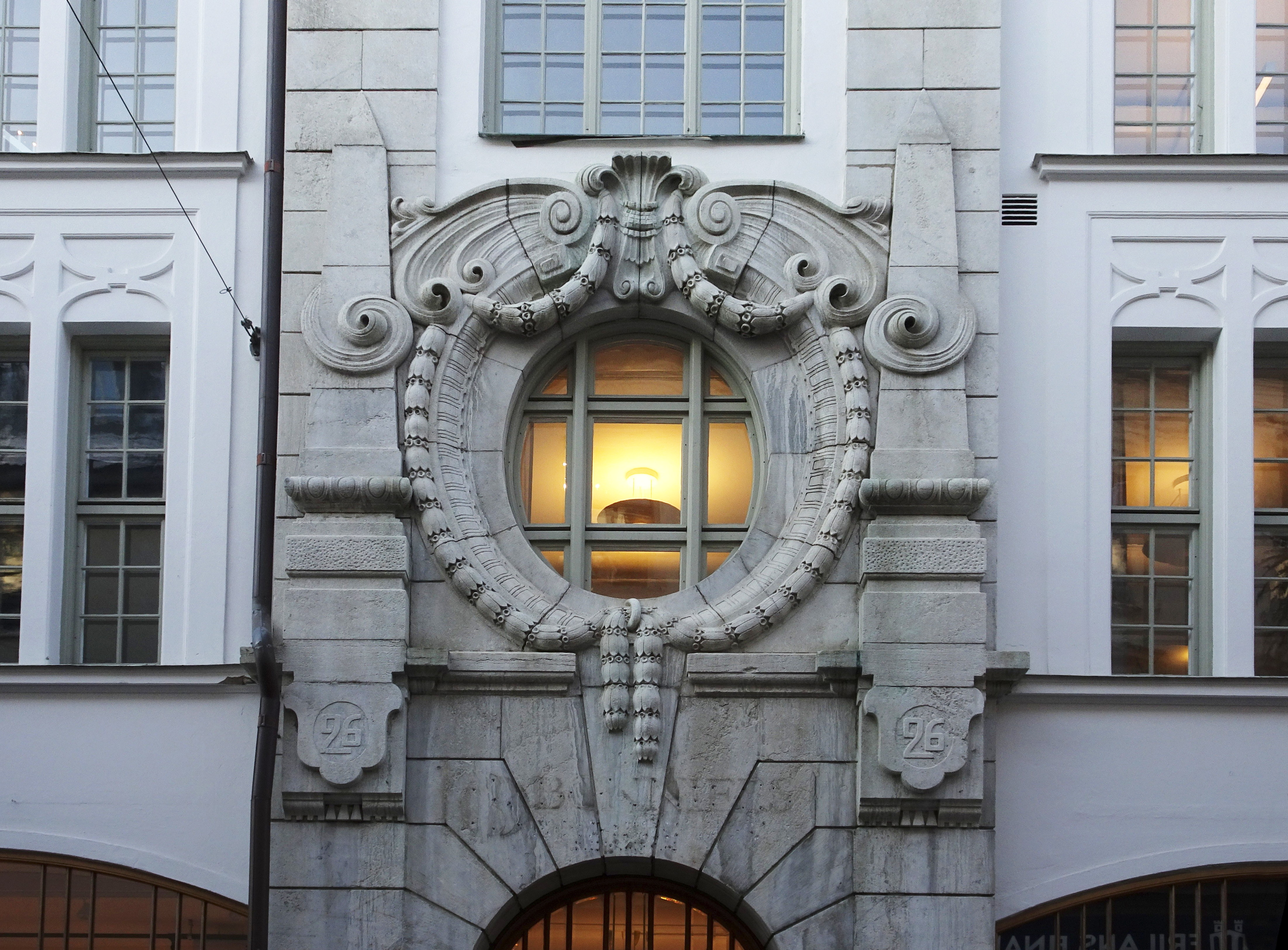
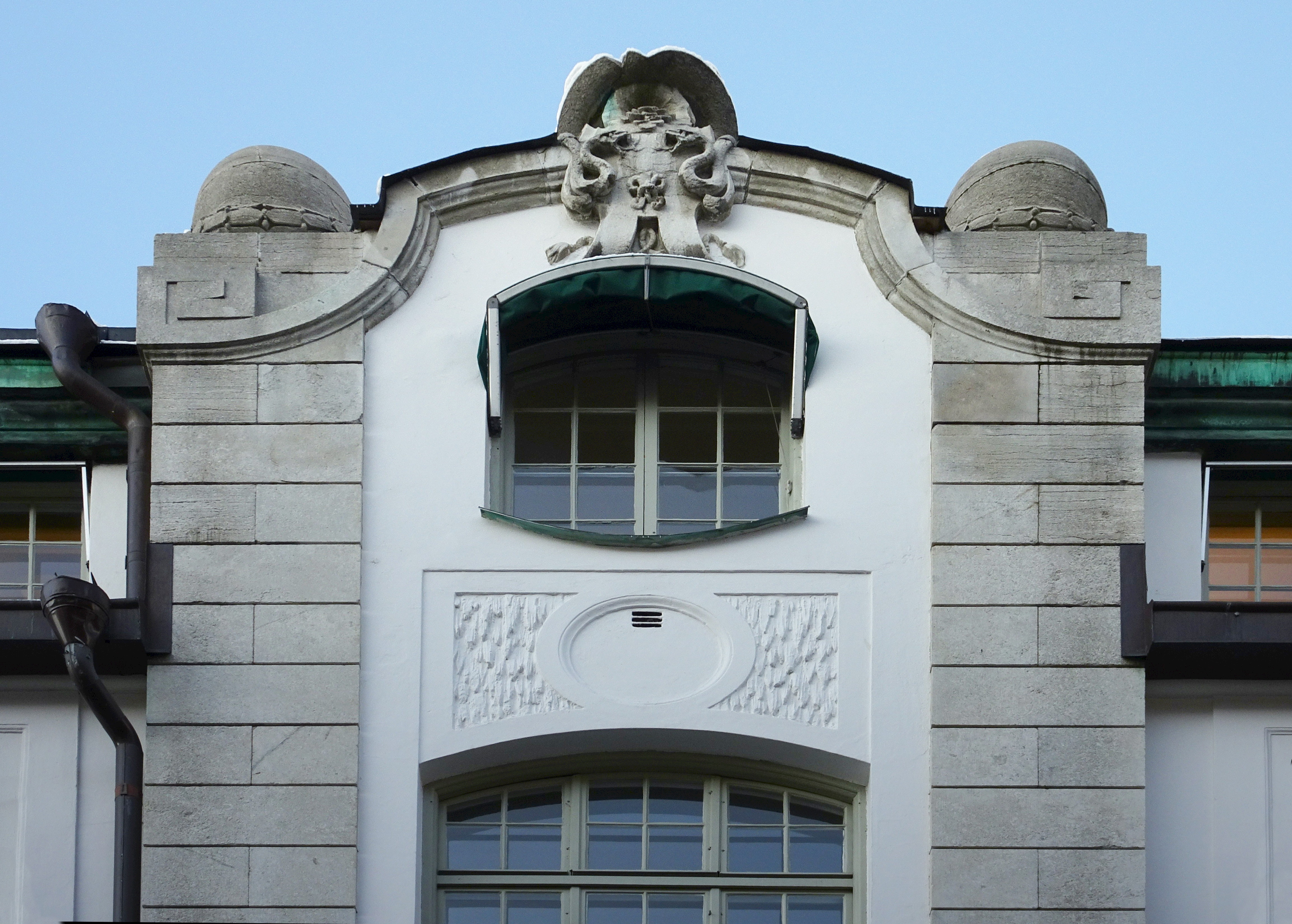
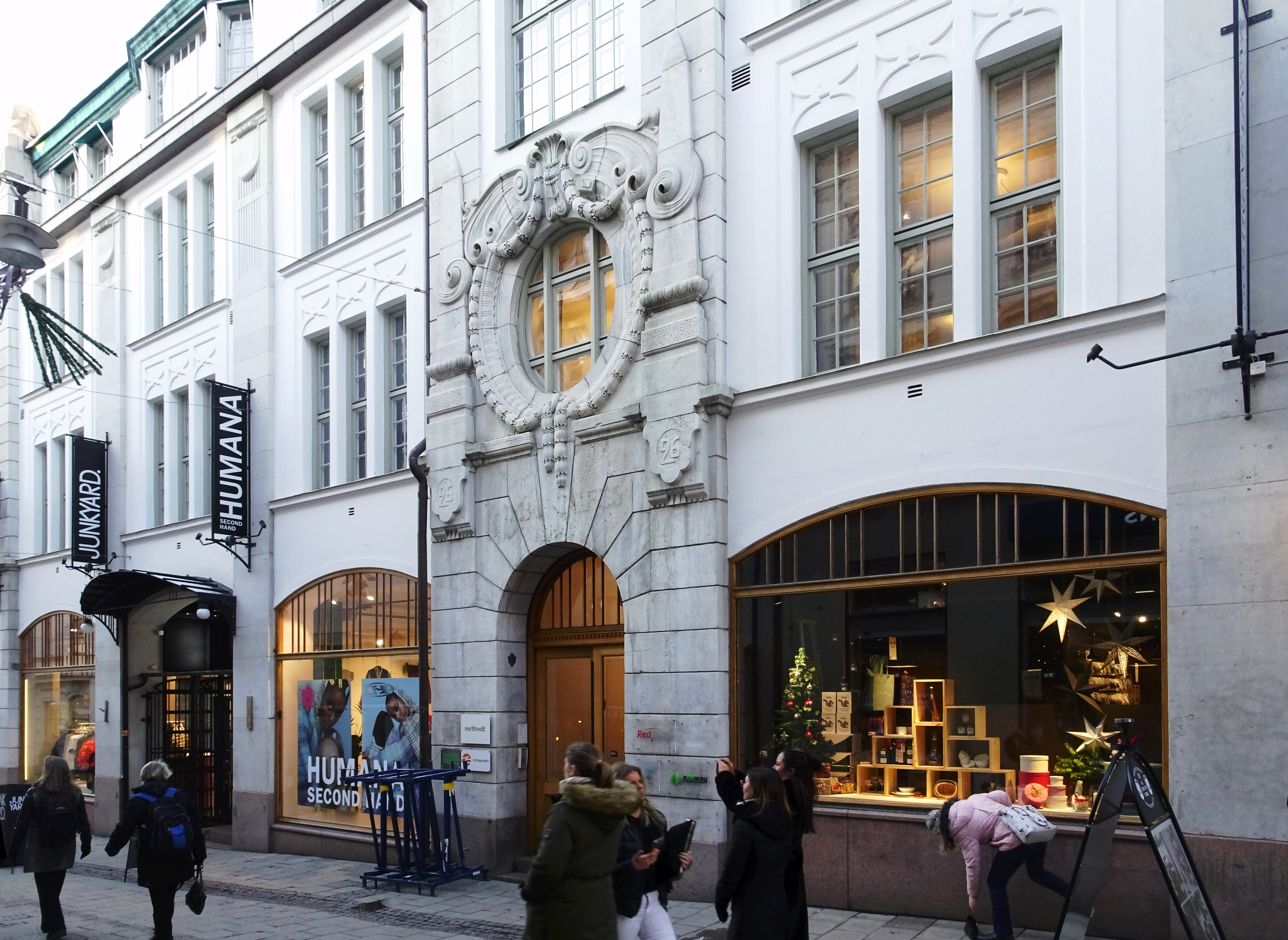